# Katsumi Nakamura
Katsumi Nakamura (中村 克 Nakamura Katsumi?), född 21 februari 1994 i Tokyo, är en japansk simmare.

## Karriär
Nakamura tävlade i fyra grenar för Japan vid olympiska sommarspelen 2016 i Rio de Janeiro. Han blev utslagen i försöksheatet på både 50 och  100 meter frisim. Nakamura var även en del av Japans lag som slutade på 5:e plats på 4×100 meter medley och på 8:e plats på 4×100 meter frisim.
Vid olympiska sommarspelen 2020 i Tokyo slutade Nakamura på 17:e plats på 100 meter frisim och blev utslagen i försöksheatet. Han var även en del av Japans lag som slutade på 13:e plats på 4×100 meter frisim och på 6:e plats på 4×100 meter medley.